# Boston Society of Film Critics Awards 2014
35. ročník předávání cen asociace Boston Society of Film Critics Awards se konal 7. prosince 2014.

## Vítězové
- Nejlepší film
  1. Chlapectví
  2. Birdman
- Nejlepší režisér
  1. Richard Linklater – Chlapectví
  2. Clint Eastwood – Americký sniper
- Nejlepší scénář
  1. Alejandro G. Iñárritu – Birdman a Richard Linklater – Chlapectví(remíza)
  2. Mike Leigh – Mr. Turner
- Nejlepší herec v hlavní roli
  1. Michael Keaton – Birdman
  2. Timothy Spall – Mr. Turner
- Nejlepší herečka v hlavní roli
  1. Marion Cotillard – Dva dny, jedna noc a The Immigrant
  2. Hilary Swank – Síla života
- Nejlepší herec ve vedlejší roli
  1. J. K. Simmons – Whiplash
  2. Edward Norton – Birdman
- Nejlepší herečka ve vedlejší roli
  1. Emma Stoneová – Birdman
  2. Laura Dern – Divočina
- Nejlepší obsazení
  1. Chlapectví
  2. Birdman
- Nejlepší dokument
  1. Citizenfour: Občan Snowden
  2. Jodorowsky's Dune
- Nejlepší cizojazyčný film
  1. Dva dny, jedna noc
  2. Ida
- Nejlepší animovaný film
  1. Příběh o princezně Kaguje
  2. LEGO příběh
- Nejlepší kamera
  1. Emmanuel Lubezki – Birdman
  2. Dick Pope – Mr. Turner
- Nejlepší střih
  1. Sandra Adair – Chlapectví
  2. Joel Cox a Gary Roach – Americký sniper
- Nejlepší použití hudby
  1. Skrytá vada
  2. Whiplash
- Nejlepší nový filmař
  1. Dan Gilroy – Slídil
  2. Gillian Robespierre – Náhodná známost